# August Ohm

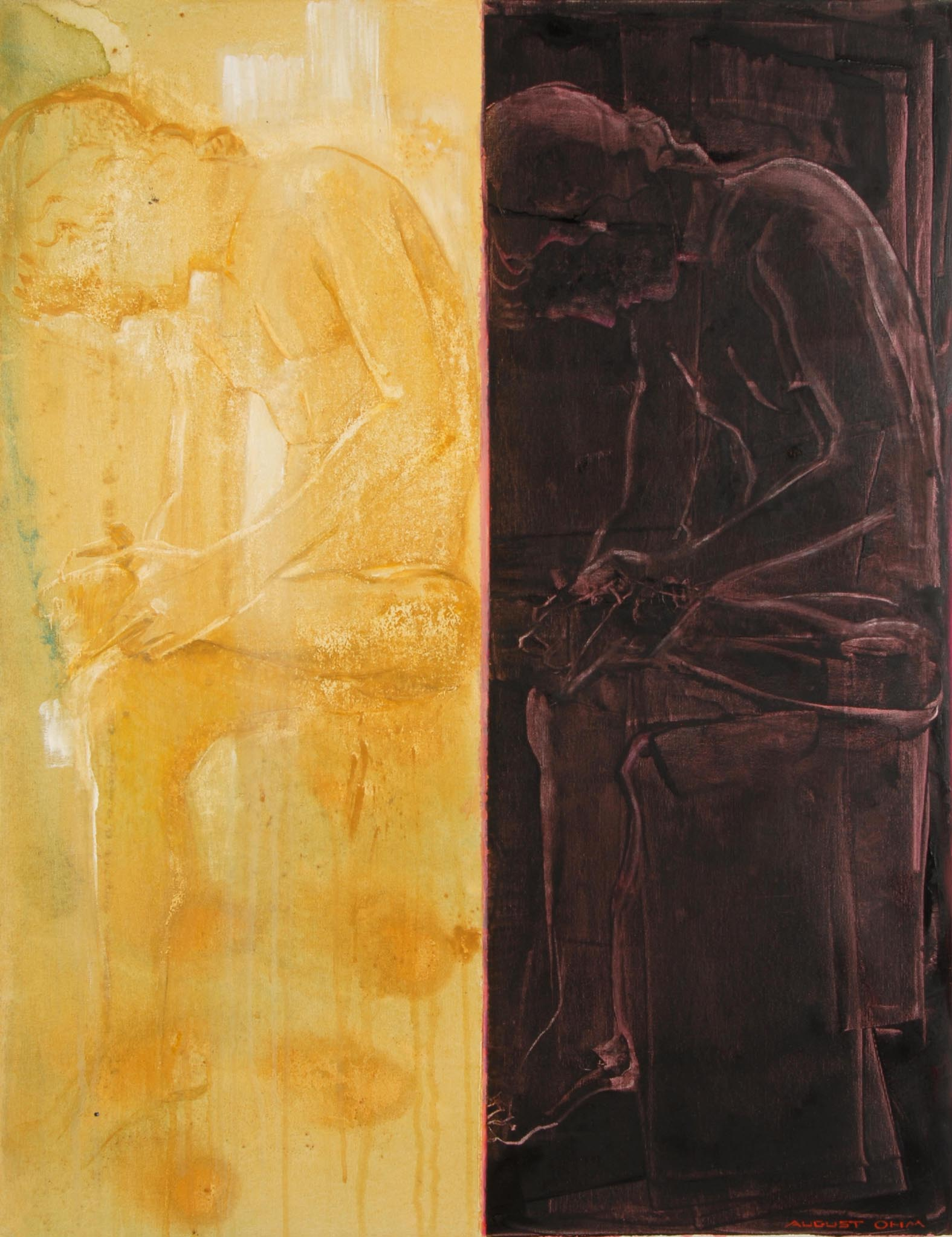
Dornauszieher, 2010

August Ohm (* 1. August 1943 in Berlin) ist ein deutscher Maler, Zeichner und Autor.

## Leben und Werk
August Ohm wurde zunächst bei seinem Vater Wilhelm Ohm (1905–1965) ausgebildet. Er besuchte die Werkkunstschule Hamburg, die Universität Hamburg und die Freie Universität Berlin. An der Oglethorpe University in Atlanta war er „artist in residence“.
August Ohm lebt und arbeitet in Hamburg, Berlin und Florenz. Er hat sich, entgegen gängigen Zeitströmungen seiner Jugendjahre, immer wieder mit den historischen Vorbildern der abendländischen Malerei auseinandergesetzt. Im Jahr 1998 zeigte das Hamburger Museum für Kunst und Gewerbe seine „Bilder zur Antike“ in einer umfangreichen Einzelausstellung, eine Folge von zum Teil großformatigen antiken Gesichtern. Fünf Jahre später präsentierte das Cranach-Haus in Wittenberg Ohms Köpfe nach Gemälden von Lucas Cranach.
Die wesentlichen Werkgruppen des Künstlers sind Illustrationen zur Apokalypse, Wüstenbilder aus Afghanistan, Bilder zu Rimbaud, Bilder zum Thema „Novalis und die Musik“, Themen: Sylt – Berlin – Toskana – Venedig, Bilder zur Antike, Hommage á Botticelli, „Gesichter“ nach Cranach sowie Bilder zu Kleists „Marionettentheater“.